# Гарнишівський Переїзд
Гарнишівський переїзд — зупинний пункт Жмеринської дирекції Південно-Західної залізниці на електрифікованій лінії Гречани — Волочиськ між зупинними пунктами Гарнишівка (3 км) та Лозова (4 км). Розташований неподалік села Гарнишівка Хмельницького району Хмельницької області.

## Історія
Зупинний пункт відкритий у 2000-х роках.

## Пасажирське сполучення
На платформі Гарнишівський переїзд зупиняються приміські електропоїзди сполученням Хмельницький — Підволочиськ.